# Флориссент (Міссурі)
Флориссент (англ. Florissant) — місто (англ. city) в США, в окрузі Сент-Луїс штату Міссурі. Населення — 52 533 особи (2020).

## Географія
Флориссент розташований за координатами 38°47′59″ пн. ш. 90°19′37″ зх. д. / 38.79972° пн. ш. 90.32694° зх. д. (38.799725, -90.327076).  За даними Бюро перепису населення США в 2010 році місто мало площу 33,33 км², з яких 32,53 км² — суходіл та 0,80 км² — водойми.

## Демографія
Згідно з переписом 2010 року, у місті мешкало 52 158 осіб у 21 247 домогосподарствах у складі 13 800 родин. Густота населення становила 1565 осіб/км².  Було 22632 помешкання (679/км²).
Расовий склад населення:
| - 69,3 % — білих - 26,8 % — чорних або афроамериканців - 0,8 % — азіатів - 0,2 % — корінних американців |

До двох чи більше рас належало 2,3 %. Частка іспаномовних становила 2,0 % від усіх жителів.
За віковим діапазоном населення розподілялося таким чином: 23,9 % — особи молодші 18 років, 60,6 % — особи у віці 18—64 років, 15,5 % — особи у віці 65 років та старші. Медіана віку мешканця становила 38,0 року. На 100 осіб жіночої статі у місті припадало 87,9 чоловіків;  на 100 жінок у віці від 18 років та старших — 83,1 чоловіків також старших 18 років.
Середній дохід на одне домашнє господарство  становив 61 547 доларів США (медіана — 50 767), а середній дохід на одну сім'ю — 69 232 долари (медіана — 60 681). Медіана доходів становила 42 080 доларів для чоловіків та 38 308 доларів для жінок. За межею бідності перебувало 8,5 % осіб, у тому числі 13,6 % дітей у віці до 18 років та 3,8 % осіб у віці 65 років та старших.
Цивільне працевлаштоване населення становило 25 718 осіб. Основні галузі зайнятості: освіта, охорона здоров'я та соціальна допомога — 24,7 %, роздрібна торгівля — 13,1 %, науковці, спеціалісти, менеджери — 9,7 %, виробництво — 9,0 %.